# Merkantilmuseum
Das Merkantilmuseum beherbergt die Wirtschaftsgeschichte Bozens mit Sammlungen von Dokumenten, Gemälden und Einrichtungsgegenständen aus dem 17. und 18. Jahrhundert. Es befindet sich im Merkantilgebäude, dem früheren Sitz des 1635 errichteten Merkantilmagistrates, zwischen der Laubengasse und der Silbergasse. Nach dessen Auflösung war das Gebäude 1851 bis 1979 Sitz der Handelskammer Bozen.

## Schwerpunkt
Bozen wurde um 1170–1180 als planmäßige Straßenmarktsiedlung gegründet. Durch die günstige Verkehrslage an der überregionalen Transitroute der Brennerstraße und des Oberen Wegs entwickelte sich Bozen nach und nach zum bedeutendsten Handelszentrum Tirols. In der Stadt trafen sich vom 13. bis zum 19. Jahrhundert vier Mal im Jahr Kaufleute aus Deutschland und Italien. Das Merkantilgebäude verkörpert den Höhepunkt einer langen und traditionsreichen Handelstätigkeit, welche Bozen über Jahrhunderte als Zentrum des Austausches von Waren, Devisen und Personen sah.
Hier war von 1716 bis 1851 der Sitz des Merkantilmagistrats, das heißt des Messegerichts, das Bozen mit Privileg der Tiroler Landesfürstin Erzherzogin Claudia von Medici 1635 erhielt, um dem Handel in der Stadt zu neuer Blüte zu verhelfen. Der Museumsrundgang führt durch die Räumlichkeiten des Gebäudes; dabei können originales Mobiliar, eine reiche Gemäldesammlung und Archivdokumente besichtigt werden. Herzstück des Gebäudes ist der prunkvolle Ehrensaal, der ehemalige Gerichtssaal des Merkantilmagistrats.

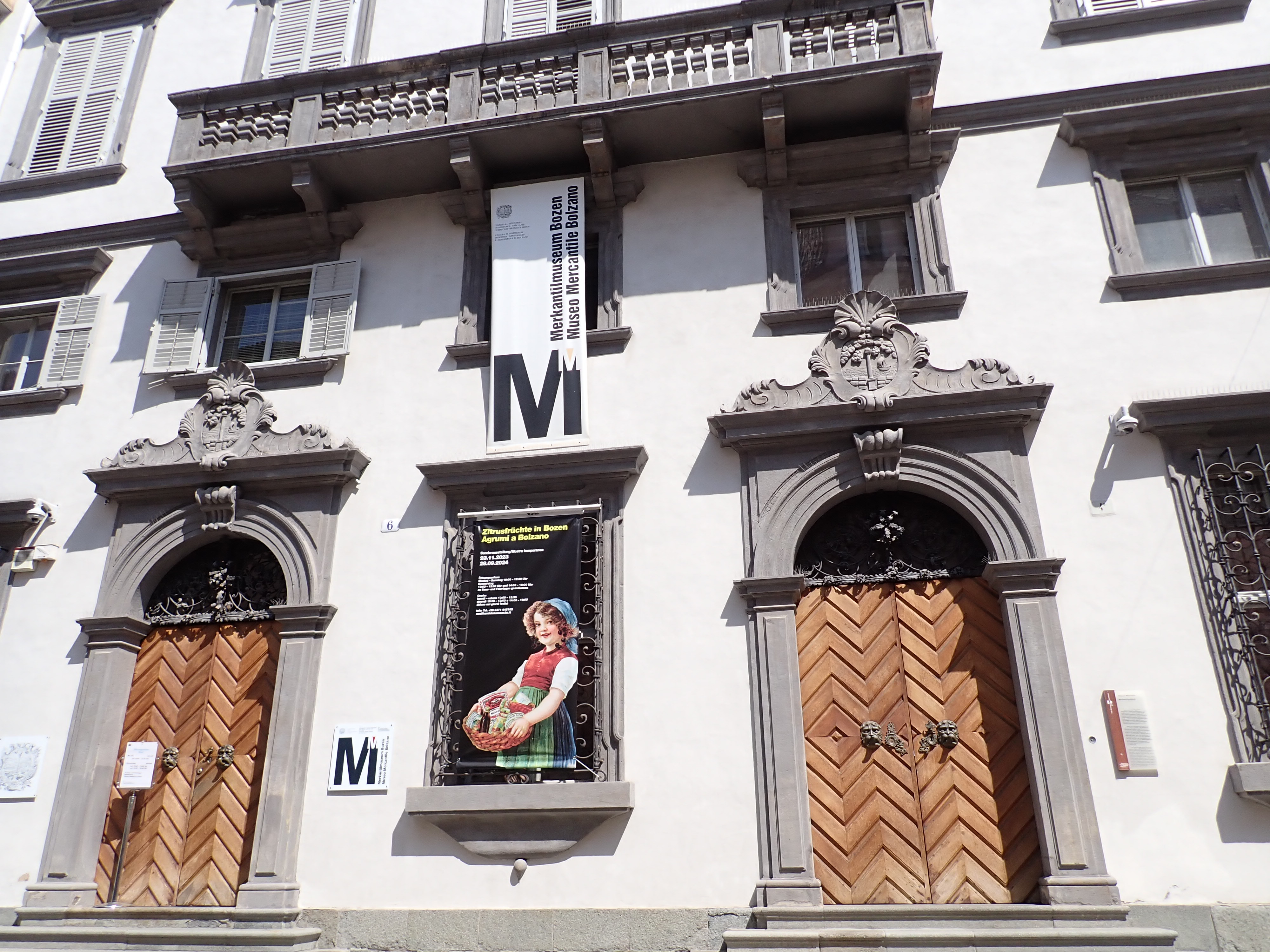
Eingang des Merkantilmuseums in der Silbergasse

## Geschichte
Das Merkantilgebäude in der Bozner Silbergasse wurde zwischen 1708 und 1716 nach Plänen des Veroneser Architekten Francesco Perotto errichtet. Es ist das einzige Renaissancegebäude in Bozen. Während der Auktionssaal im Erdgeschoss sehr schlicht gehalten ist, wurde der Gerichtssaal im Stock darüber großzügig ausgestattet.